# ناصر سالم الجاسم
ناصر سالم عثمان الجاسم (25 أكتوبر 1965م) كاتب قصصي سعودي. ولد في العيون بالأحساء. حصل على بكالوريوس لغة عربية من جامعة الملك فيصل عام 1990م، وعلى ماجستير في الأدب والنقد من الجامعة نفسها عام 1999م. عمل معلمًا ومحررًا. تميز بأسلوبه السردي، ويعد من أبرز كتاب القصة القصيرة السعودية منذ التسعينيات. ونال عدة جوائز محلية وإقليمية. له روايات ومجموعات قصصية عديدة.

## سيرته
ولد ناصر سالم عثمان الجاسم يوم 1 رجب 1385/ 25 أكتوبر 1965 في العيون بالأحساء. حصل على بكالوريوس لغة عربية من كلية التربية بجامعة الملك فيصل عام 1990 وعلى ماجستير في الأدب والنقد من جامعة الملك فيصل بالأحساء عام 1999. ثم عمل مدرّسًا للغة العربية في مسقط رأسه. 
دخل الصحافة الأدبية و عمل محررا متعاونا مع صحف المسائية، والجزيرة، وعكاظ، ومجلة اقرأ.
هو عضو في الجمعية العربية السعودية للثقافة والفنون. 
شارك في العديد من المهرجانات الأدبية والأمسيات الشعرية الداخلية والخارجية منذ تسعينات ، منها مهرجان الأدب اليمني الخامس 2005 وملتقى القصة القصيرة جدًا الرابع والخامس في 2004-05 ومؤتمر الأدباء السعوديين الثاني سنة 1430. وعين عضوًا بلجنة التحكيم في عدة مسابقات.

## مهنته الأدبية
تميز الجاسم بخطه السردي، حيث أبدع كثيرًا في السرد الأسطوري وابدع أساطيره الخاصة به. وله ابداعات أدبية سردية كالقصة الطويلة والقصة القصيرة جدًا ويصنف من أبرز كتاب السرد منذ التسعينات بالسعودية.
درس أدبه نقاد من السعودية ومصر وسوريا وغيرها من بلدان العربية، ودرس سرده ضمن رسائل جامعية في السعودية. يعد من كتاب القصة القصيرة البارزين في السعودية.

## جوائزه
- 1992: المركز الأول في مسابقة جائزة أبهاء الثقافية عن روايته الغصن اليتيم[1]
- جائزة أحسن عمل أدبي بمجلة المنهل العدد 512 عن قصته النقط الزرقاء[1]
- 1992 :المركز الأول في مسابقة فن المقالة التي أجرتها صفحة الواحة الأدبية بجريدة اليوم، رقم العدد 6717.[4]
- 1992: المركز الرابع في مسابقة جريدة الرياض الثقافية الكبرى لعام 1413هـ عن قصته العبور.[4]
- المركز الثالث في مسابقة نادي الطائف الأدبي السابعة عشرة عن قصته حالة بوح.[4]
- 1994: المركز الثالث في مسابقة نادي القصة القصيرة السعودي الرابعة لعام 1415 هـ عن قصته اكتئاب الدماء.[4]
- 1994: المركز الأول على مستوى جامعة الملك فيصل لعام 1415 هـ عن قصته النخلة العجوز [4]
- 1999: المركز الثالث في مسابقة جائزة الأمير فيصل بن فهد للقصة القصيرة.[4]

## مؤلفاته

### روايات
- الغصن اليتيم، 1996م.
- الجنين الميت، 2016م.
- العاصفة الثانية، 2018م.[9]

### مجموعات قصصية
- النوم في الماء، 1997م.
- العبور 1438''، 2017م.
- الموت في المدينة، 2018م.
- العدو بالأيدي، 2018م.
- هكذا يزهر الحب، 2019م.
- الثائرة، 2019م.[10]
- بكاء الأجساد، 2019م.
- النور الأسود، 2019م.
- كائنات الحرمل، 2023م.[11]
- سبورة الحبّ، 2024م.[12]

### كتب نقدية
- صورة البطل في روايات إبراهيم الناصر الحميدان عن كرسي الأدب السعودي، 1436.

## وصلات خارجية
- ناصر سالم الجاسم على موقع أرشيف الشارخ.
- في موقع "أرشيف المجلات الأدبية والثقافية"